# George Padmore

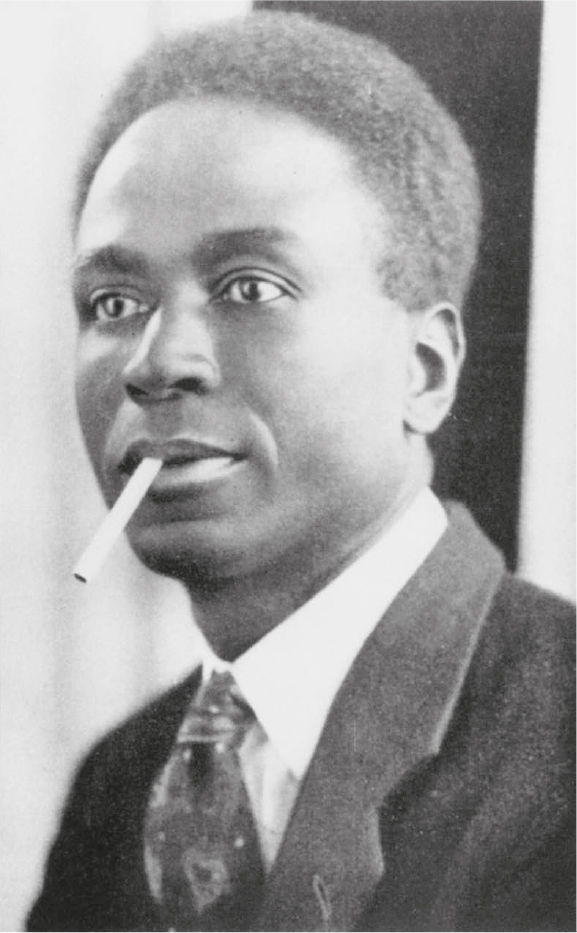
George Padmore, um 1937

George Padmore (* 28. Juli 1902 als Malcolm Ivan Meredith Nurse in Tacarigua, Trinidad; † 23. September 1959 in London) war ein westindischer Publizist, kommunistischer Politiker und ein Vordenker des Panafrikanismus.

## Leben

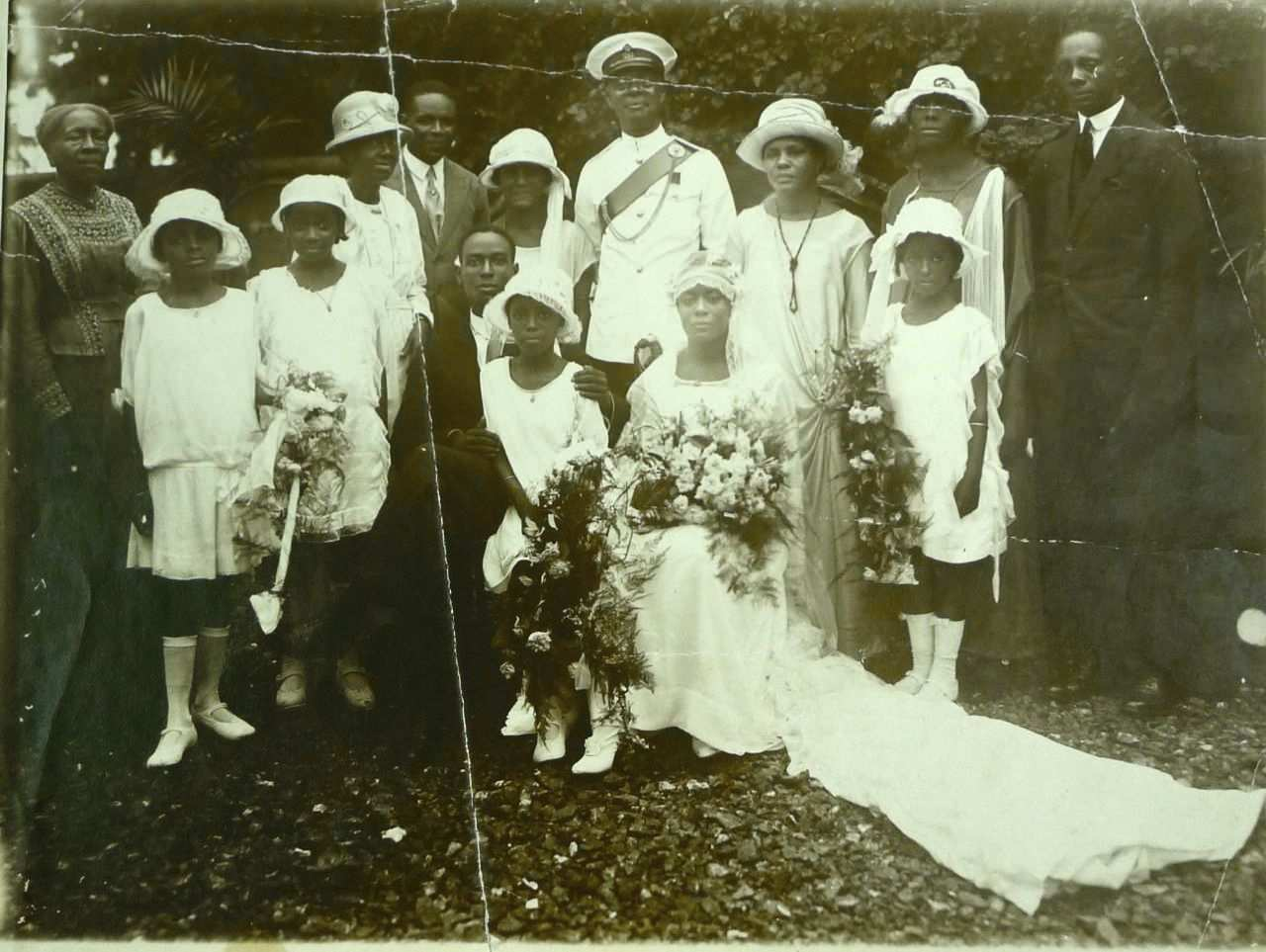
George Padmore (sitzend, bei seiner Hochzeit 1924)

Malcolm Ivan Nurses Vater Hubert Alfonso Nurse war ein Lehrer und landwirtschaftlicher Berater der britischen kolonialen Regierung der karibischen Insel Trinidad. Der Junge besuchte eine Grundschule in Port of Spain, dann von 1915 bis 1916 das St. Mary’s Roman Catholic College und die private Pamphylion High School. Er war Lehrling bei einem Apotheker und danach Journalist beim Trinidad Guardian. C. L. R. James war ein Jugendfreund. Nurse heiratete Julia Semper, mit der er eine Tochter hatte. Er ging 1924 in die Vereinigten Staaten, um an der Fisk University in Nashville Medizin zu studieren; seine Tochter Blyden blieb in Trinidad zurück. 1927 schrieb er sich an der New York University für Rechtswissenschaften ein, ohne Kurse zu belegen.
1928 trat er der Kommunistischen Partei bei und nahm den Namen eines Cousins, George Padmore, an. Die Partei schickte ihn nach Washington an die Howard Law School. Padmore nahm für seine Partei am zweiten Kongress der Liga gegen den Imperialismus in Frankfurt teil. Ende 1929 reiste er nach Moskau, wo er bald zum Chef des neu gegründeten Negro Bureau of the Communist International of Labour Unions ernannt wurde. Außerdem verfasste er Artikel für die englischsprachige Zeitung Moscow Daily News und wurde in den Moskauer Sowjet gewählt. Aufgrund seiner Tätigkeiten in der UdSSR wurde ihm später die Einreise in die USA verwehrt.
Padmore organisierte die erste Internationale Konferenz der Negerarbeiter der Liga gegen den Imperialismus am 7./8. Juli 1930 in Hamburg. Er hatte in diesem Jahr Moskau verlassen und operierte jetzt von Wien und Hamburg aus. In Hamburg eröffnete er 1930 ein „Negerbüro“ und veröffentlichte bis 1933 die Monatszeitschrift The Negro Worker. 1933 wurde er kurzzeitig inhaftiert und danach aus Deutschland ausgewiesen.
Moskau führte seine abrupte Kehrtwende (Volksfrontpolitik) auch in seinem Antiimperialismus durch. Es trat 1934 dem Völkerbund bei und wollte die westlichen Kolonialmächte nicht unnötig verärgern. Das 1928 etablierte Hauptbüro des Internationalen Gewerkschaftskomitees der Negerarbeiter in Hamburg (Hafenbüro) war im April 1933 von den Nazis geschlossen worden. Dessen Sekretär Padmore wurde am 23. Februar 1934 aus der KPdSU ausgeschlossen. Er lebte in dieser Zeit in Paris und in London, wohin er Anfang 1934 zog. Padmore arbeitete an Nancy Cunards 1934 erschienenen Negro-Anthologie mit. Er erneuerte seine Freundschaft mit dem Trotzkisten C. L. R. James.
1945 war Padmore an der Organisation des fünften Panafrikanischen Kongresses in Manchester beteiligt. Im selben Jahr lernte er in London Kwame Nkrumah kennen, mit dem ihn fortan eine fruchtbare Zusammenarbeit verband. Die letzten zwei Jahre seines Lebens verbrachte Padmore mit seiner Freundin Dorothy Pizer im 1957 unabhängig gewordenen Ghana als Berater des Präsidenten Kwame Nkrumah. Er starb in London an inneren Blutungen auf Grund von Leberversagen.
Obwohl er ein aktives politisches Leben führte, veröffentlichte er zwischen 1931 und 1956 zehn Bücher und tausende journalistische Artikel. In seiner letzten Veröffentlichung „Pan-Africanism or Communism? The Coming Struggle for Africa“ (1956) zeichnete er vor dem Hintergrund der Dekolonisation die weltpolitische Situation nach und bestimmte Afrikas Position darin, um Handlungsmöglichkeiten aufzuzeigen. Er widmete das Buch „der Jugend Afrikas – den Fackelträgern des Panafrikanismus“.

## Werk
- The Life and Struggles of Negro Toilers. R.I.L.U. [Red International of Labour Unions] Magazine for the International Trade Unions Committee of Negro Workers, London 1931.
- How Britain Rules Africa. Wishart, London 1936.
- Afrika unter dem Joch der Weissen. Rotapfel, 1936.
- Africa and World Peace. Secker & Warburg, London 1937. Vorwort: Stafford Cripps.
- mit Nancy Cunard: White Man’s Duty. 1942.
- mit Dorothy Pizer: How Russia Transformed Her Colonial Empire. Dennis Dobson, London 1946.
- Africa: Britain’s Third Empire. 1949.
- The Gold Coast Revolution: The Struggle of an African People from Slavery to Freedom. 1953.
- Pan-Africanism or Communism? The Coming Struggle for Africa. Dennis Dobson, London 1956. Introduction von Richard Wright.